# Пошияк
Пошияк (серб. Пошијак / Pošijak) — крепость в восточный части Республике Сербской. Располагался на территории современной общины Хан-Песак. В во время завоевания Боснии турками был сожжён и разрушен. Сохранился в виде руин. Замок был принадлежал дворянской семье сербского Павловича.